# العلاقات البيروية الرواندية
العلاقات البيروفية الرواندية هي العلاقات الثنائية التي تجمع بين بيرو ورواندا.

## مقارنة بين البلدين
هذه مقارنة عامة ومرجعية للدولتين:
| وجه المقارنة                                              | بيرو                                   | رواندا                                        |
| --------------------------------------------------------- | -------------------------------------- | --------------------------------------------- |
| المساحة (كم2)                                             | 1.29 مليون                             | 26.34 ألف                                     |
| عدد السكان (نسمة)                                         | 32.16 مليون                            | 12.21 مليون                                   |
| الكثافة السكانية (ن./كم²)                                 | 24.93                                  | 463.55                                        |
| العاصمة                                                   | ليما                                   | كيغالي                                        |
| اللغة الرسمية                                             | اللغة الإسبانية، اللغة الأيمرية، كتشوا | اللغة الكينيارواندا، لغة إنجليزية، لغة فرنسية |
| العملة                                                    | سول بيروفي جديد                        | فرنك رواندي                                   |
| الناتج المحلي الإجمالي (بليون دولار)                      | 211.39 مليار                           | 9.14 مليار                                    |
| الناتج المحلي الإجمالي (تعادل القوة الشرائية) بليون دولار | 393.13 مليار                           | 20.46 مليار                                   |
| الناتج المحلي الإجمالي الاسمي للفرد دولار أمريكي          | 6.03 ألف                               | 697                                           |
| الناتج المحلي الإجمالي للفرد دولار أمريكي                 | 11.99 ألف                              | 1.66 ألف                                      |
| مؤشر التنمية البشرية                                      | 0.740                                  | 0.483                                         |
| رمز المكالمات الدولي                                      | +51                                    | +250                                          |
| رمز الإنترنت                                              | .pe                                    | .rw                                           |
| المنطقة الزمنية                                           | توقيت بيرو، 00                         | ت ع م+02:00                                   |

## منظمات دولية مشتركة
يشترك البلدان في عضوية مجموعة من المنظمات الدولية، منها:
| علم المنظمة | اسم المنظمة                                                | تاريخ انضمام بيرو | تاريخ انضمام رواندا |
| ----------- | ---------------------------------------------------------- | ----------------- | ------------------- |
|             | مؤسسة التنمية الدولية                                      | 30 أغسطس 1961     | 30 سبتمبر 1963      |
|             | يونسكو                                                     | 21 نوفمبر 1946    | 7 نوفمبر 1962       |
|             | وكالة ضمان الاستثمار متعدد الأطراف                         | 2 ديسمبر 1991     | 27 سبتمبر 2002      |
|             | الأمم المتحدة                                              | 31 أكتوبر 1945    | 18 سبتمبر 1962      |
|             | العملية المشتركة للاتحاد الأفريقي والأمم المتحدة في دارفور | ?                 | ?                   |
|             | الاتحاد البريدي العالمي                                    | ?                 | ?                   |
|             | البنك الدولي للإنشاء والتعمير                              | 31 ديسمبر 1945    | 30 سبتمبر 1963      |
|             | الاتحاد الدولي للاتصالات                                   | 12 يوليو 1915     | 12 ديسمبر 1962      |
|             | منظمة حظر الأسلحة الكيميائية                               | ?                 | ?                   |
|             | مؤسسة التمويل الدولية                                      | 20 يوليو 1956     | 6 نوفمبر 1975       |
|             | المركز الدولي لتسوية المنازعات الاستشارية                  | 8 سبتمبر 1993     | 14 نوفمبر 1979      |
|             | منظمة التجارة العالمية                                     | ?                 | ?                   |
|             | منظمة الشرطة الجنائية الدولية                              | ?                 | ?                   |

## وصلات خارجية
- موقع وزارة الخارجية البيروفية
- موقع وزارة الخارجية الرواندية